# La Defensa Comercial
La Defensa Comercial va ser una associació formada per la unió de botiguers i comerciants de Palafrugell i municipis de la rodalia que tenia per objectiu la defensa i foment dels interessos del comerç local. En algunes ocasions, aquesta defensa portava a enfrontaments amb el cooperativisme. Va ser creada el 1925 i refundada el 1932 després d'uns anys d'inactivitat, des de 1928. El fons de La Defensa Comercial va ser conservat pels descendents de l'últim president de l'entitat fins al seu ingrés el 2016 a l'Arxiu Municipal de Palafrugell. El fons conté els estatuts, els reglaments, les llistes de socis i dels inscrits a les matrícules industrials de Palafrugell i de poblacions de la seva rodalia. Entre la correspondència destaquen cartes de resposta a La Defensa Comercial de polítics del moment.